# Lista câștigătorilor Marilor Premii de Formula 1 (constructori)

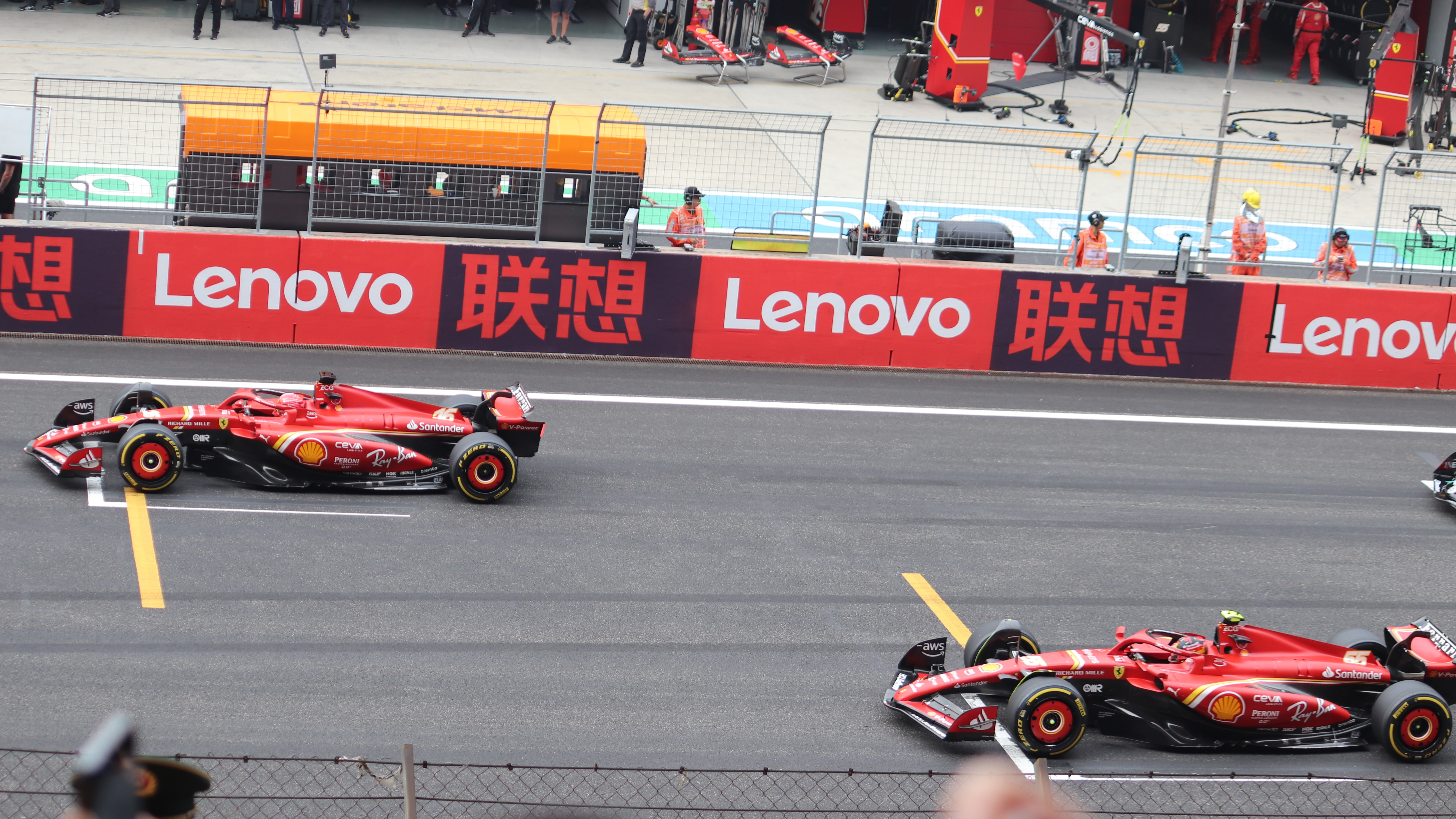
Ferrari deține recordul pentru cele mai multe Mari Premii câștigate,

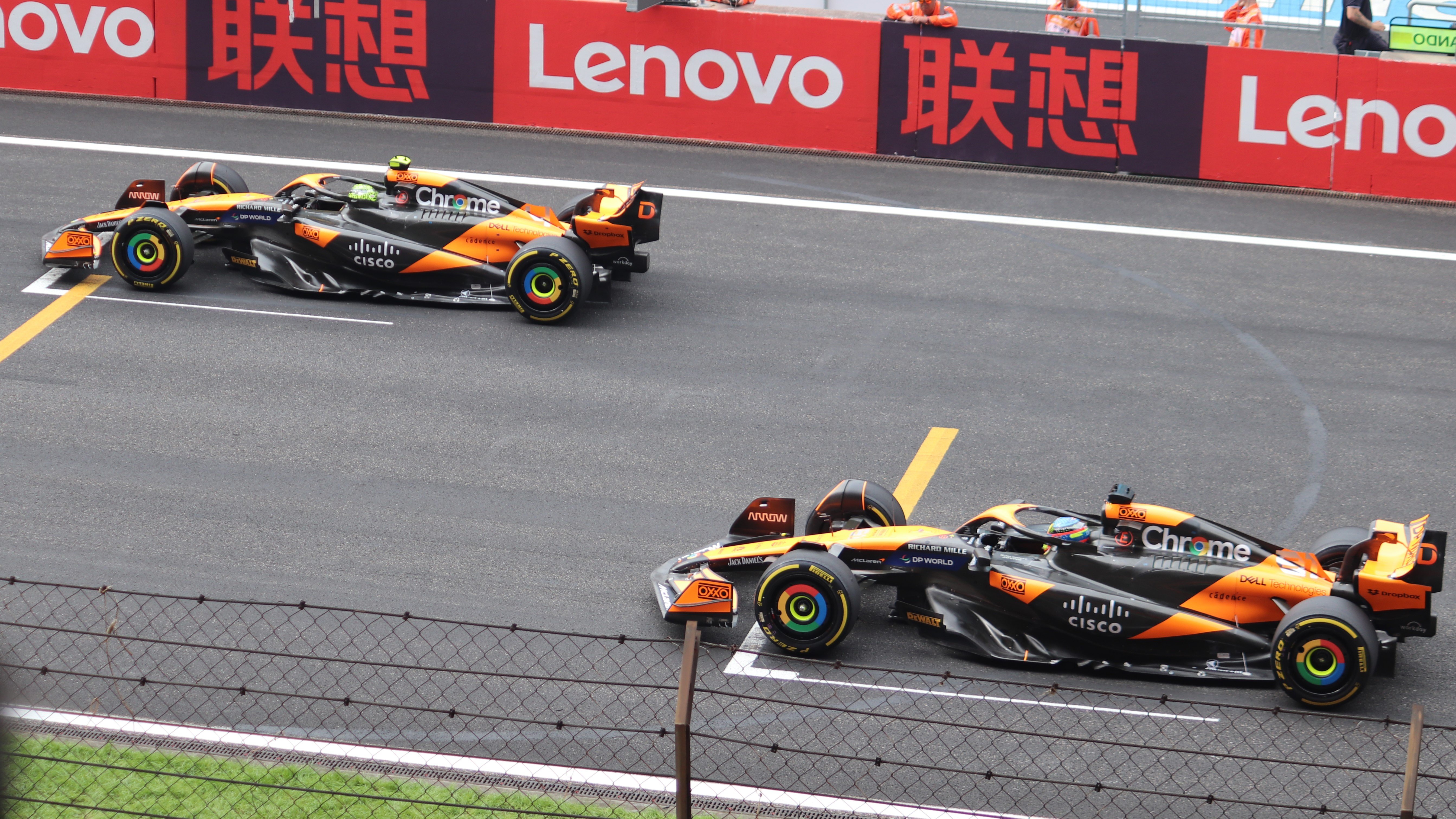
McLaren a câștigat de Mari Premii

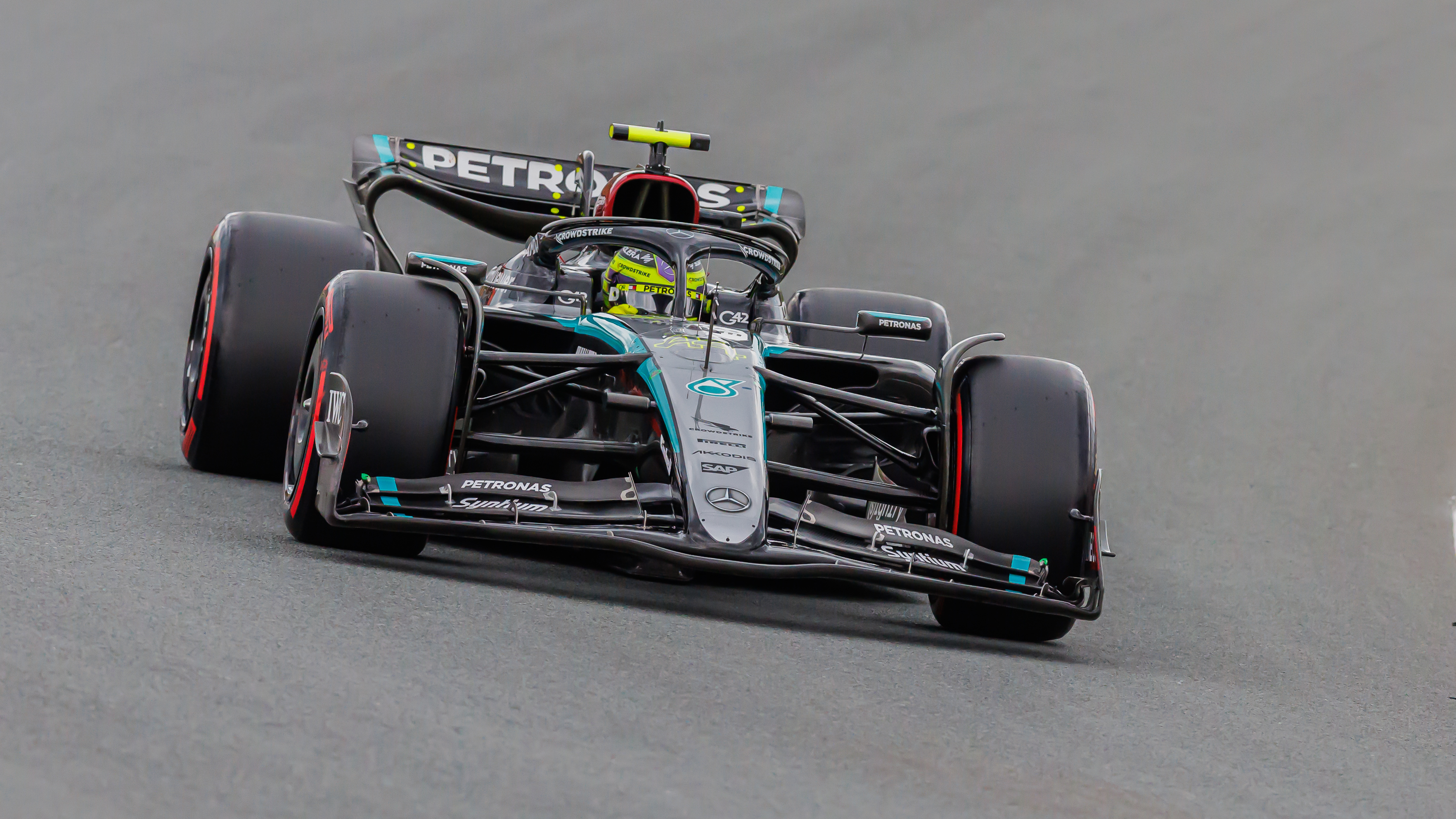
Mercedes a câștigat de Mari Premii

Formula 1, abreviat F1, este clasa superioară în cursele auto cu monoposturi, definită de Federația Internațională de Automobilism (FIA), organul conducător al sporturilor cu motor. Cuvântul "Formula" din denumire se referă la un set de reguli cărora toți participanții și vehiculele trebuie să se conformeze. Sezonul Campionatului Mondial de F1 constă dintr-o serie de curse, cunoscute ca Mari Premii (Grands Prix), ce se desfășoară pe circuite speciale, sau în unele cazuri pe străzi închise ale orașelor. Cel mai celebru Mare Premiu este Marele Premiu al Principatului Monaco, din Monte Carlo. Rezultatele tuturor curselor sunt combinate pentru a determina doi campioni anuali, campionul la piloți și campionul la constructori.
Ferrari deține recordul pentru cele mai multe victorii de Mari Premii, câștigând de 248 de ori. McLaren este a doua cu 194 de victorii, iar Mercedes este a treia cu 129 de victorii. Nouă țări au produs constructori câștigători; în afară de cele șase țări care sunt considerate ca fiind principalii concurenți, Canada (Wolf), Irlanda (Jordan) și Austria (Red Bull) au constructori care au câștigat curse în ciuda faptului că nu au o mare industrie auto, toate cele trei echipe având sediul în Regatul Unit. Constructorii britanici au câștigat cele mai multe Mari Premii, 16 constructori care au câștigat 519 curse. Constructorii italieni sunt pe locul doi, cu 265 de victorii între șase constructori. Constructorii germani sunt al treilea, după ce au câștigat 127 de Mari Premii în trei constructori. În primele patru sezoane de campionat (1950–1953), doar constructorii italieni au câștigat curse de campionat, cu excepția Indianapolis 500. Cinci sezoane (1973, 1986, 1991, 1992 și 1993) au fost martorii victoriilor doar de constructorii britanici. De la prima victorie pentru un constructor britanic în 1957, constructorii britanici au câștigat curse în fiecare sezon până în 2013, cu excepția 2006. Doar un singur constructor (Benetton) a obținut victorii sub două naționalități diferite.

## După constructor
Toate cifrele sunt corecte după Marele Premiu de la Miami din 2025.
|   | Constructorul concurează în sezonul de Formula 1 din 2025                                                                            |
| ‡ | Constructorul a câștigat cel puțin o dată Campionatul Mondial al Constructorilor, dar nu a concurat în sezonul de Formula 1 din 2025 |

| Poz. | Constructor          | Licențiat în               | Victorii | Victorii | Sezoane active                        | Prima victorie                           | Ultima victorie                          |
| Poz. | Constructor          | Licențiat în               | Nr.      | %        | Sezoane active                        | Prima victorie                           | Ultima victorie                          |
| ---- | -------------------- | -------------------------- | -------- | -------- | ------------------------------------- | ---------------------------------------- | ---------------------------------------- |
| 1    | Ferrari‡             | Italia                     | 248      | 22,42    | 1950–prezent                          | MP al Marii Britanii din 1951            | MP de la Ciudad de México din 2024       |
| 2    | McLaren‡             | Regatul Unit               | 194      | 19,8     | 1966–prezent                          | MP al Belgiei din 1968                   | MP de la Miami din 2025                  |
| 3    | Mercedes‡            | Germania                   | 129      | 39,94    | 1954–1955, 2010–prezent               | MP al Franței din 1954                   | MP al Las Vegasului din 2024             |
| 4    | Red Bull Racing‡     | Austria                    | 123      | 30,75    | 2005–prezent                          | MP al Chinei din 2009                    | MP al Japoniei din 2025                  |
| 5    | Williams‡            | Regatul Unit               | 114      | 13,69    | 1978–prezent                          | MP al Marii Britanii din 1979            | MP al Spaniei din 2012                   |
| 6    | Team Lotus‡          | Regatul Unit               | 79       | 15,08    | 1958–1994                             | MP al Principatului Monaco din 1960      | MP de la Detroit din 1987                |
| 7    | Brabham‡             | Regatul Unit               | 35       | 8,68     | 1962–1987, 1989–1992                  | MP al Franței din 1964                   | MP al Franței din 1985                   |
| 7    | Renault‡             | Franța                     | 35       | 8,68     | 1977–1985, 2002–2011, 2016–2020       | MP al Franței din 1979                   | MP al Japoniei din 2008                  |
| 9    | Tyrrell‡             | Regatul Unit               | 33       | 7,10     | 1970–1998                             | MP al Spaniei din 1971                   | MP de la Detroit din 1983                |
| 10   | Benetton‡            | Regatul Unit Italia        | 27       | 10,38    | 1986–2001                             | MP al Mexicului din 1986                 | MP al Germaniei din 1997                 |
| 11   | BRM‡                 | Regatul Unit               | 17       | 8,63     | 1951, 1956–1977                       | MP al Țărilor de Jos din 1959            | MP al Principatului Monaco din 1972      |
| 12   | Cooper‡              | Regatul Unit               | 16       | 12,4     | 1950, 1952–1969                       | MP al Argentinei din 1958                | MP al Africii de Sud din 1967            |
| 13   | Alfa Romeo           | Italia                     | 10       | 4,67     | 1950–1951, 1979–1985, 2019–2023       | MP al Marii Britanii din 1950            | MP al Spaniei din 1951                   |
| 14   | Maserati             | Italia                     | 9        | 20,93    | 1950–1960                             | MP al Italiei din 1953                   | MP al Germaniei din 1957                 |
| 14   | Vanwall‡             | Regatul Unit               | 9        | 31,03    | 1954–1960                             | MP al Marii Britanii din 1957            | MP al Marocului din 1958                 |
| 14   | Matra‡               | Franța                     | 9        | 14,75    | 1967–1972                             | MP al Țărilor de Jos din 1968            | MP al Italiei din 1969                   |
| 14   | Ligier/Talbot Ligier | Franța                     | 9        | 2,71     | 1976–1996                             | MP al Suediei din 1977                   | MP al Principatului Monaco din 1996      |
| 18   | Brawn‡               | Regatul Unit               | 8        | 47,06    | 2009                                  | MP al Australiei din 2009                | MP al Italiei din 2009                   |
| 19   | Kurtis Kraft         | Statele Unite ale Americii | 5        | 41,67    | 1950–1960                             | Indianapolis 500 din 1950                | Indianapolis 500 din 1955                |
| 20   | Jordan               | Irlanda                    | 4        | 1,60     | 1991–2005                             | MP al Belgiei din 1998                   | MP al Braziliei din 2003                 |
| 21   | Watson               | Statele Unite ale Americii | 3        | 33,33    | 1950–1953, 1956–1960                  | Indianapolis 500 din 1956                | Indianapolis 500 din 1960                |
| 21   | Wolf                 | Canada                     | 3        | 6,25     | 1977–1979                             | MP al Argentinei din 1977                | MP al Canadei din 1977                   |
| 21   | Honda                | Japonia                    | 3        | 3,41     | 1964–1968, 2006–2008                  | MP al Mexicului din 1965                 | MP al Ungariei din 2006                  |
| 24   | Epperly              | Statele Unite ale Americii | 2        | 33,33    | 1955, 1957–1960                       | Indianapolis 500 din 1957                | Indianapolis 500 din 1958                |
| 24   | March                | Regatul Unit               | 2        | 0,97     | 1970–1977, 1981–1982, 1987–1989, 1992 | MP al Spaniei din 1970                   | MP al Italiei din 1976                   |
| 24   | Lotus F1             | Regatul Unit               | 2        | 2,60     | 2012–2015                             | MP de la Abu Dhabi din 2012              | MP al Australiei din 2013                |
| 27   | Kuzma                | Statele Unite ale Americii | 1        | 10,00    | 1951–1960                             | Indianapolis 500 din 1952                | Indianapolis 500 din 1952                |
| 27   | Porsche              | Germania                   | 1        | 5,88     | 1959–1962                             | Marele Premiu al Franței din 1962        | Marele Premiu al Franței din 1962        |
| 27   | Eagle                | Statele Unite ale Americii | 1        | 4,00     | 1966–1969                             | Marele Premiu al Belgiei din 1967        | Marele Premiu al Belgiei din 1967        |
| 27   | Hesketh              | Regatul Unit               | 1        | 1,92     | 1974–1978                             | Marele Premiu al Țărilor de Jos din 1975 | Marele Premiu al Țărilor de Jos din 1975 |
| 27   | Penske               | Statele Unite ale Americii | 1        | 2,44     | 1974–1977                             | Marele Premiu al Austriei din 1976       | Marele Premiu al Austriei din 1976       |
| 27   | Shadow               | Regatul Unit               | 1        | 0,89     | 1973–1980                             | Marele Premiu al Austriei din 1977       | Marele Premiu al Austriei din 1977       |
| 27   | Stewart              | Regatul Unit               | 1        | 2,04     | 1997–1999                             | Marele Premiu al Europei din 1999        | Marele Premiu al Europei din 1999        |
| 27   | BMW Sauber           | Germania                   | 1        | 1,39     | 1952–1953, 2006–2009                  | Marele Premiu al Canadei din 2008        | Marele Premiu al Canadei din 2008        |
| 27   | Toro Rosso           | Italia                     | 1        | 0,37     | 2006–2019                             | Marele Premiu al Italiei din 2008        | Marele Premiu al Italiei din 2008        |
| 27   | AlphaTauri           | Italia                     | 1        | 1,2      | 2020–2023                             | Marele Premiu al Italiei din 2020        | Marele Premiu al Italiei din 2020        |
| 27   | Racing Point         | Regatul Unit               | 1        | 2,13     | 2018–2020                             | Marele Premiu al Sakhirului din 2020     | Marele Premiu al Sakhirului din 2020     |
| 27   | Alpine               | Franța                     | 1        | 1,04     | 2021–prezent                          | Marele Premiu al Ungariei din 2021       | Marele Premiu al Ungariei din 2021       |

## După naționalitate
| Poz. | Țară                       | Victorii | Constructor(i) |
| ---- | -------------------------- | -------- | -------------- |
| 1    | Regatul Unit               | 530      | 16             |
| 2    | Italia                     | 270      | 6              |
| 3    | Germania                   | 131      | 3              |
| 4    | Austria                    | 123      | 1              |
| 5    | Franța                     | 54       | 4              |
| 6    | Statele Unite ale Americii | 13       | 6              |
| 7    | Irlanda                    | 4        | 1              |
| 8    | Japonia                    | 3        | 1              |
| 9    | Canada                     | 3        | 1              |